# جائزة ماليزيا الكبرى 2016
جائزة ماليزيا الكبرى 2016 هو سباق فورمولا 1 أقيم في حلبة سيبانغ الدولية، سلاغور، ماليزيا. كان السادس عشر من أصل 21 في بطولة العالم لسباقات الفورمولا واحد موسم 2016. حلّ الأسترالي دانيل ريكاردو أولا بينما جاء ماكس فيرستابين في المركز الثاني وحصل على المركز الثالث الألماني نيكو روسبيرغ.

## الترتيب النهائي
|         | الترتيب | السائق        | النقاط |
| ------- | ------- | ------------- | ------ |
|         | 1       | نيكو روسبيرغ  | 288    |
|         | 2       | لويس هاملتون  | 265    |
|         | 3       | دانيل ريكاردو | 204    |
| 1       | 4       | كيمي رايكونن  | 160    |
| 1       | 5       | سباستيان فيتل | 153    |
| المصدر: |         |               |        |